# Ma’ao (köpinghuvudort i Kina, Jiangxi Sheng, lat 29,06, long 114,33)
Ma'ao är en köpinghuvudort i Kina. Den ligger i provinsen Jiangxi, i den sydöstra delen av landet, omkring 160 kilometer väster om provinshuvudstaden Nanchang. Antalet invånare är 32 577. Befolkningen består av 16 326 kvinnor och 16 251 män. Barn under 15 år utgör 24,0 %, vuxna 15-64 år 67 %, och äldre över 65 år 8,0 %.
Runt Ma'ao är det ganska tätbefolkat, med 160 invånare per kvadratkilometer. Närmaste större samhälle är Zhajin, 10,2 km sydväst om Ma'ao. I omgivningarna runt Ma'ao växer huvudsakligen savannskog.
Genomsnittlig årsnederbörd är 2 181 millimeter. Den regnigaste månaden är maj, med i genomsnitt 349 mm nederbörd, och den torraste är januari, med 56 mm nederbörd.